# Kuwait Super Cup
Der Kuwait Super Cup (arabisch كأس السوبر الكويتي) ist ein Fußballpokalwettbewerb in Kuwait. Der Kuwait Super Cup wird vom nationalen Fußballverband organisiert. Bei dem Spiel treffen vor der beginnenden Saison der Meister der ersten Liga sowie der Gewinner des Kuwait Emir Cup aufeinander. Sollte eine Mannschaft Meister und gleichzeitig Pokalsieger sein, tritt er gegen den Sieger des Kuwait Crown Prince Cup an. Erstmals wurde der Kuwait Super Cup 2008 ausgetragen.

## Sieger seit 2008
| Jahr | Sieger           | Verlierer        | Ergebnis                | Austragungsort                       |
| ---- | ---------------- | ---------------- | ----------------------- | ------------------------------------ |
| 2008 | al-Arabi         | al Kuwait SC     | 1:0 (n. V.)             | Mohammed Al-Hamad Stadium            |
| 2009 | al Qadsia Kuwait | al Kuwait SC     | 4:1                     | Mohammed Al-Hamad Stadium            |
| 2010 | al Kuwait SC     | al Qadsia Kuwait | 3:1                     | Al-Kuwait SC Stadium                 |
| 2011 | al Qadsia Kuwait | Kazma SC         | 1:0                     | Sabah al Salem Stadium               |
| 2012 | al-Arabi         | al Qadsia Kuwait | 2:1                     | Al-Kuwait SC Stadium                 |
| 2013 | al Qadsia Kuwait | al Kuwait SC     | 3:1 (n. V.)             | Ali Sabah al-Salem Stadium           |
| 2014 | al Qadsia Kuwait | al Kuwait SC     | 3:2                     | Ali Sabah al-Salem Stadium           |
| 2015 | al Kuwait SC     | al Qadsia Kuwait | 3:1                     | Ali Sabah al-Salem Stadium           |
| 2016 | al Kuwait SC     | al Qadsia Kuwait | 0:0 (n. V.) 3:2 (n. E.) | Jaber al-Ahmad International Stadium |
| 2017 | al Kuwait SC     | al Qadsia Kuwait | 0:0 (n. V.) 5:4 (n. E.) | Jaber al-Ahmad International Stadium |
| 2018 | al Qadsia Kuwait | al Kuwait SC     | 2:1                     | Sabah al Salem Stadium               |
| 2019 | al Qadsia Kuwait | al Kuwait SC     | 1:0                     | Jaber al-Ahmad International Stadium |
| 2020 | al Kuwait SC     | al-Arabi         | 1:0                     | Jaber al-Ahmad International Stadium |
| 2021 | al-Arabi         | al Kuwait SC     | 1:1 (n. V.) 4:3 (n. E.) | Jaber al-Ahmad International Stadium |
| 2022 | al Kuwait SC     | Kazma SC         | 2:1                     | Jaber al-Ahmad International Stadium |